# Förderpreis Theater der Landeshauptstadt München
Der Förderpreis Theater der Landeshauptstadt München ist ein deutscher Preis für eine künstlerisch herausragende Leistung oder eine ungewöhnliche künstlerische Position.
Er wird seit 2014 alle zwei Jahre an Einzelpersonen oder Ensembles in allen Stilrichtungen des Theaters und der Performance-Kunst verliehen. Grundlage sind die aktuellen Leistungen und das bisherige Schaffen. Als Preisträger kommen nur Künstler oder Ensembles in Betracht, die in der Region München leben bzw. deren Schaffen eng mit dem Kulturleben Münchens verknüpft ist. Der Preis wird biennal verliehen und ist mit 8.000 Euro (2024) dotiert.
Das Vorschlagsrecht hat eine vom Stadtrat berufene Kommission. Eine Eigenbewerbung ist nicht möglich.

## Preisträger
- 2014: Christine Umpfenbach, freie Theaterregisseurin, für ihre an den Münchner Kammerspielen und beim Theaterfestival Spielart entwickelten Projekte.[1]
- 2016: Abdullah Karaca, Theaterregisseur[2]
- 2018: Jessica Glause
- 2020: Emre Akal[3]
- 2022: Kollektiv Traummaschine Inc.[4]
- 2024: Verena Regensburger[5]